# Psilanteris rufiventris
Psilanteris rufiventris är en stekelart som först beskrevs av Alan Parkhurst Dodd 1914.  Psilanteris rufiventris ingår i släktet Psilanteris och familjen Scelionidae. Inga underarter finns listade i Catalogue of Life.